# Theodore Antoniou
Theodore Antoniou (en grec Θ(ε)όδωρος Αντωνίου Th(e)ódoros A(n)doníu, (Atenes, 10 de febrer, 1935 - Idem. 26 de desembre, 2018), va ser un director i compositor grec de música clàssica.
Antoniou va estudiar violí, cant i composició al Conservatori Nacional del 1947 al 1958 i al Conservatori Grec d'Atenes del 1956 al 1961, entre d'altres amb Manolis Kalomiris i Yannis Papaioannou. Després va continuar els seus estudis amb Günter Bialas a l'Acadèmia de Munic i als Cursos Internacionals d'Estiu de Música Nova a Darmstadt, incloent Ligeti, Stockhausen, Berio i Boulez. Com a professor de composició, va ensenyar inicialment a les universitats americanes de Stanford (1969–70), Utah (1970), l'Acadèmia de Música de Filadèlfia (1970–78) i Tanglewood, on va ser codirector de música nova a "Tanglewood Music", de 1974 a 1985 va ser director. De 1978 a 2008 va ocupar una càtedra de composició al "Boston University College of Fine Arts". Antoniou va ser el fundador i líder de diverses formacions de música nova, com ara les formacions "Alea, Alea II" i "Alea III" a diverses universitats i el Grup Grec de Música Contemporània (Ελληνικό Συγκρότημα Σύγχρονης Μουσικής) a Athens. Des de 1989 també va ser president de l'Associació de Compositors Grecs (EEM).
Antoniou va morir el 26 de desembre de 2018 com a conseqüència de la malaltia d'Alzheimer.

## Treballs
Com a director, Antoniou ha treballat amb nombroses orquestres importants, entre les quals destaquen l'orquestra de cambra de l'Orquestra Simfònica de Boston, les orquestres simfòniques de ràdio de Berlín, París i Munic, la Zurich Tonhalle Orquestra i les orquestres més importants de Grècia.
La llista d'obres del compositor Antoniou inclou diversos centenars d'obres de tots els gèneres. Es considerava un "compositor dramàtic de música de programa abstracta": la música escènica i cinematogràfica, així com les composicions d'òpera constituïen una gran part de la seva obra.
Els primers treballs d'Antonio oscil·laven entre l'atonalitat lliure i un folklorisme a l'estil Bartók, però aviat va començar a incorporar tècniques en sèrie, principalment en obres de petit format. A principis dels anys setanta, sota la influència de compositors com Jani Christou, Krzysztof Penderecki i Bernd Alois Zimmermann, Antoniou va compondre algunes obres de gran envergadura, però sense desmarcar-se de les respectives avantguardes de la postguerra. Fins i tot més tard, va teixir repetidament elements del folklore a la seva música. La seva música per a Èdip a Colonos de Sòfocles es va apropar al llenguatge sonor d'Orff, Stravinski i Bernstein (Giorgos Leotsakos).
Un focus de l'obra d'Antoniu eren les obres de teatre musical. A més de gairebé 60 peces de música incidental, principalment per al teatre grec antic i contemporani, i vuit partitures de pel·lícules, va compondre diversos ballets i diverses accions escèniques, sovint per a actors i formacions orquestrals més petites, incloses "accions sonores" dissenyades explícitament per a la televisió. En la seva música instrumental, que va des d'obres orquestrals clàssiques i concerts en solitari fins a música de cambra per a solistes, les obres que incorporen fonts sonores electròniques estan especialment ben representades també amb algunes obres de música purament electrònica; La música vocal, que també era molt extensa, sovint es referia a motius de l'antiguitat clàssica i de la Grècia moderna.

## Premis
- 1964 Premi Richard Strauss de la ciutat de Munic
- 2000 Premi Dimitri Mitropoulos de la Ràdio Nacional de Grècia
- Premi Herder 2004[7]